# Megachile boswendica
Megachile boswendica är en biart som beskrevs av Cockerell 1931. Megachile boswendica ingår i släktet tapetserarbin, och familjen buksamlarbin. Inga underarter finns listade i Catalogue of Life.